# Hal Jordan
Harold "Hal" Jordan, jedan od likova poznatih kao Green Lantern, superheroj koji se pojavljuje u američkim stripovima koje izdaje DC Comics. Lik su 1959. godine stvorili pisac John Broome i crtač Gil Kane, a prvi put se pojavio u stripu Showcase #22 (listopad 1959.). Hal Jordan nova je verzija prijašnjeg Green Lanterna koji se pojavio u stripovima 1940-ih kao lik Alan Scott.
Hal Jordan bivši je vojni pilot koji radi za Ferris Aircraft kao probni pilot, član i povremeni vođa međugalaktičke policijske snage zvane „Green Lantern Corps“, kao i član-osnivač Lige pravde (Justice League), vodećeg superherojskog tima DC-a, uz poznate junake kao što su Batman, Superman i Wonder Woman. Bori se protiv zla diljem svemira prstenom koji mu daje razne nadljudske moći, no obično se prikazuje kao jedan od zaštitnika „Sektora 2814“, u kojem se nalazi Zemlja. Njegove moći proizlaze iz njegovog moćnog prstena i Green Lantern baterije, koji, u rukama osobe sposobne prevladati velik strah, omogućuju korisniku kanaliziranje snage volje u stvaranje raznih fantastičnih konstrukcija. Jordan koristi tu moć za letenje, čak i kroz vakuum svemira; stvaranje štitova, mačeva i lasera; te oblikovanje vlastitog kostima Green Lanterna, koji štiti njegov tajni identitet u civilnom životu na Zemlji. Jordana i sve ostale Green Lanterne nadziru i osnažuju tajanstveni Čuvari svemira, koje je razvio urednik Julius Schwartz, a Broome ih je izvorno osmislio nekoliko godina ranije u priči s Captain Cometomom u stripu Strange Adventures #22 (srpanj 1952.) pod naslovom „Guardians of the Clockwork Universe“.
Tijekom 1990-ih Jordan se pojavljuje i kao negativac. U pričama „Emerald Twilight“ i „Zero Hour: Crisis in Time!“ postaje zlikovac Parallax nakon što Mongul uništi njegov rodni grad Coast City, pri čemu ubija većinu članova Green Lantern Corpsa i prijeti uništenjem svemira. U kasnijim godinama otkriva se da je Parallax zla kozmička sila koja je iskvarila Jordana. Između razdoblja kada je bio Parallax i povratka ulozi Green Lanterna, Jordan je nakratko služio i kao Spectre, Božji poslanik i utjelovljenje njegove srdžbe.
Izvan stripova, Hal Jordan pojavio se u raznim animiranim projektima, videoigrama i igranim adaptacijama. Izvorni izgled Jordana u stripovima temeljen je na glumcu Paulu Newmanu, a 2011. godine lik je zauzeo 7. mjesto na IGN-ovoj listi „Top 100 stripovskih junaka“. Godine 2013. Jordan je zauzeo 4. mjesto na IGN-ovoj listi „Top 25 junaka DC Comicsa“. Godine 2012. otkriveno je da je lik Židov.
Jordan se prvi put uživo pojavio u televizijskom specijalu Legends of the Superheroes iz 1978., gdje ga je glumio Howard Murphy. Filmski debi imao je u filmu Zelena lanterna iz (2011.), u kojem ga je utjelovio Ryan Reynolds, a u DC Universeu će ga odigrati Kyle Chandler, počevši od serije Lanterns. U animaciji su Jordanu glas posudili, među ostalima, Jonah Hill, Nathan Fillion, Michael Rye i Josh Keaton.